# Blowing Point
Blowing Point Village, naselje na južnoj obali karipskog otoka Anguilla. Koordinate su mu 18° 10' 0"  sjeverne širine i 63° 4' 59" zapadne dužine. Ima oko 800 stanovnika. Najbliži međunarodni aerodrom je (SJU) San Juan Luis Munoz Marin na Portoriku.

## Vanjske poveznice
|  | Zajednički poslužitelj ima još gradiva o temi Blowing Point |